# Halowe Mistrzostwa Europy w Lekkoatletyce 1982 – pchnięcie kulą kobiet
Pchnięcie kulą kobiet – jedna z konkurencji technicznych rozgrywanych podczas halowych lekkoatletycznych mistrzostw Europy w Palasport di San Siro w Mediolanie. Rozegrano od razu finał 6 marca 1982. Zwyciężyła reprezentantka Bułgarii Werżinia Weselinowa. Tytułu zdobytego na poprzednich mistrzostwach nie broniła Ilona Slupianek z Niemieckiej Republiki Demokratycznej.

## Rezultaty

### Finał
Rozegrano od razu finał, w którym wzięło udział 7 zawodniczek.

Opracowano na podstawie materiału źródłowego.
| Miejsce | Zawodniczka         | Wynik |
| ------- | ------------------- | ----- |
| 1       | Werżinia Weselinowa | 20,19 |
| 2       | Helena Fibingerová  | 19,24 |
| 3       | Natalja Lisowska    | 18,50 |
| 4       | Soultana Saroudi    | 17,52 |
| 5       | Simone Créantor     | 16,79 |
| 6       | Léone Bertimon      | 16,33 |
| 7       | Birgit Petsch       | 16,31 |